# 吳珂鳴
吳珂鳴，字新方，號耕芳，又號蕊淵，江南武進縣人。清朝翰林。

## 生平
顺治十四年（1657年）丁酉科江南鄉試中式舉人。此科發榜後，物議沸騰，順治帝下令嚴查，并命新科舉人到京親自複試。試後，斥革者方域等十四人，吴珂鸣因文理独优，特准与戊戌科新科贡士一体殿试，中式二甲第八名。不久，改翰林院庶吉士。散館授編修，歷升侍讀，降國子監助教。